# Oualid Ardji
 (janvier 2020).
Si vous disposez d'ouvrages ou d'articles de référence ou si vous connaissez des sites web de qualité traitant du thème abordé ici, merci de compléter l'article en donnant les références utiles à sa vérifiabilité et en les liant à la section « Notes et références ».
Oualid Ardji (en arabe : وليد عرجي) est un footballeur algérien né le 7 septembre 1995 à Zéralda, dans la wilaya d'Alger. Il évolue au poste d'allier droit au RC Kouba.

## Palmarès
- Champion d’Algérie en 2016 et 2019 avec l'USM Alger.